# Municipio de Broxbourne
Broxbourne es un distrito no metropolitano con el estatus de municipio, ubicado en el condado de Hertfordshire (Inglaterra). Fue constituido el 1 de abril de 1974 bajo la Ley de Gobierno Local de 1972 como una fusión de los distritos urbanos de Cheshunt y Hoddesdon. Según el censo de 2001 realizado por la Oficina Nacional de Estadística británica, Broxbourne tiene 51,44 km² de superficie y 87 054 habitantes.